# Lista principalilor responsabili de Holocaust
Holocaustul a fost unul dintre cele mai întunecate capitole din istoria umanității și a implicat o serie întreagă de crime îngrozitoare comise împotriva evreilor, precum și împotriva altor grupuri considerate indesirabile de către regimul nazist condus de Adolf Hitler în timpul celui de-al Doilea Război Mondial. Printre crimele asociate Holocaustului se numără:
1. Masacrarea în masă⁠(d): Evreii și alte grupuri considerate "inamice" de către naziști au fost exterminate în lagăre de concentrare și exterminare precum Auschwitz, Treblinka, Sobibor și Majdanek. Milioane de oameni au fost uciși în camerele de gazare⁠(d) sau prin alte mijloace de exterminare în masă.
2. Ghetouri: Evreii au fost forțați să trăiască în ghetouri⁠(d), zone îngrădite și supravegheate în care condițiile de trai erau inumane. Mulți au murit din cauza foametei, bolilor și execuțiilor sumare.
3. Execuții sumare: În timpul invaziilor și ocupărilor teritoriale, naziștii au organizat execuții în masă ale evreilor și ale altor grupuri, adesea în păduri sau la marginea orașelor. Aceste execuții erau de obicei efectuate prin împușcare în gropi comune.
4. Experimente medicale: Doctorii naziști au efectuat experimente medicale barbare pe deținuții din lagărele de concentrare, inclusiv pe copii, femei însărcinate și alte persoane nevinovate. Aceste experimente includeau sterilizarea forțată⁠(d), teste de droguri și degerarea membrelor pentru a studia hipotermia.
5. Eliberarea gazelor toxice: În lagărele de concentrare, gazul Zyklon B a fost utilizat pentru a ucide oamenii în camerele de gazare. Aceste camere erau masive și victimele erau aduse acolo sub falsa promisiune că se vor duce la dușuri.
6. Muncă forțată: Deținuții din lagărele de concentrare au fost forțați să muncească în condiții inumane în fabrici și lagăre de muncă forțată. Mulți au murit din cauza epuizării, a foametei și a brutalității gardienilor.

Acestea sunt doar câteva exemple ale atrocităților comise în timpul Holocaustului. Este important ca generațiile următoare să nu uite aceste tragedii pentru ca astfel de orori să nu se repete.